# 画像編集
画像編集（がぞうへんしゅう、英: Image editing）は、デジタル写真や銀塩写真、イラストレーションなどの画像を変化させる過程を指す。
画像編集に用いるソフトウェアについては、グラフィックソフトウェア#画像編集ソフトウェアを参照。

## 基本
デジタルカメラとイメージスキャナが主流になる以前は、写真編集はエアブラシなどの道具で修正を施したり、絵筆などでイラストレーションを修正するのが一般的であった。その後、デジタル画像が登場してからはグラフィックソフトウェアを使用した画像編集が主流となり、アナログでの画像編集はほとんど使われなくなってきている。
グラフィックソフトウェアには、ベクトル画像を扱うドローソフト、ビットマップ画像を扱うペイントソフト、3次元コンピュータグラフィックス用のモデラーなどがあり、画像を操作・修正・変換するのに使われる。画像編集ソフトウェアはコンピュータアートなどの芸術にも利用されている。
ビットマップ画像は画素（ピクセル）を格子状に並べたものであり、コンピュータに格納される。ピクセルには色や輝度の情報が含まれる。画像エディタはピクセルを操作して画像を様々に変化させる。画像エディタに備わっているアルゴリズムにより、ピクセルを複数まとめて扱うこともできるし、個々に操作することもできる。本項目では主にビットマップ画像編集について解説する。
一方、ドローツール（Adobe IllustratorやCorelDRAW、Inkscape など）は、ベクトル画像の生成・編集に使われる。ベクトル画像はピクセルではなく、直線やベジェ曲線、テキストなどの形で格納される。ベクトル画像をビットマップ化（ラスタライズ）するのは、逆（ビットマップ画像のベクトル化）よりも容易である。ビットマップ画像のベクトル化はコンピュータビジョンの研究テーマの1つとなっている。ベクトル画像は編集が容易で、任意の解像度のビットマップ画像に変換可能である。一方、ビットマップ画像も拡大・縮小は可能ではあるが、整数倍率の縮小でない限り、その操作には何らかの推論が含まれている。

## デジタルデータ圧縮
多くの画像ファイルフォーマットではデータ圧縮技術を使ってファイルサイズを削減している。画像圧縮はデジタルカメラでも行えるし、コンピュータ上でも行える。例えば、JPEG形式の画像は既に圧縮されている。画像圧縮する際には圧縮率が設定可能であることが多い。
PNG形式などで使われている圧縮アルゴリズムでは、情報が失われないため、圧縮前の状態に戻すことができる（可逆圧縮）。JPEG形式では非可逆圧縮アルゴリズムが使われている。後者は圧縮率が高いが、情報が失われるため、画像の細部の品質が劣化する。JPEG形式では、人間の脳や視覚に関する知識を応用して、この劣化が目立たないよう考慮している。

## 画像編集の操作

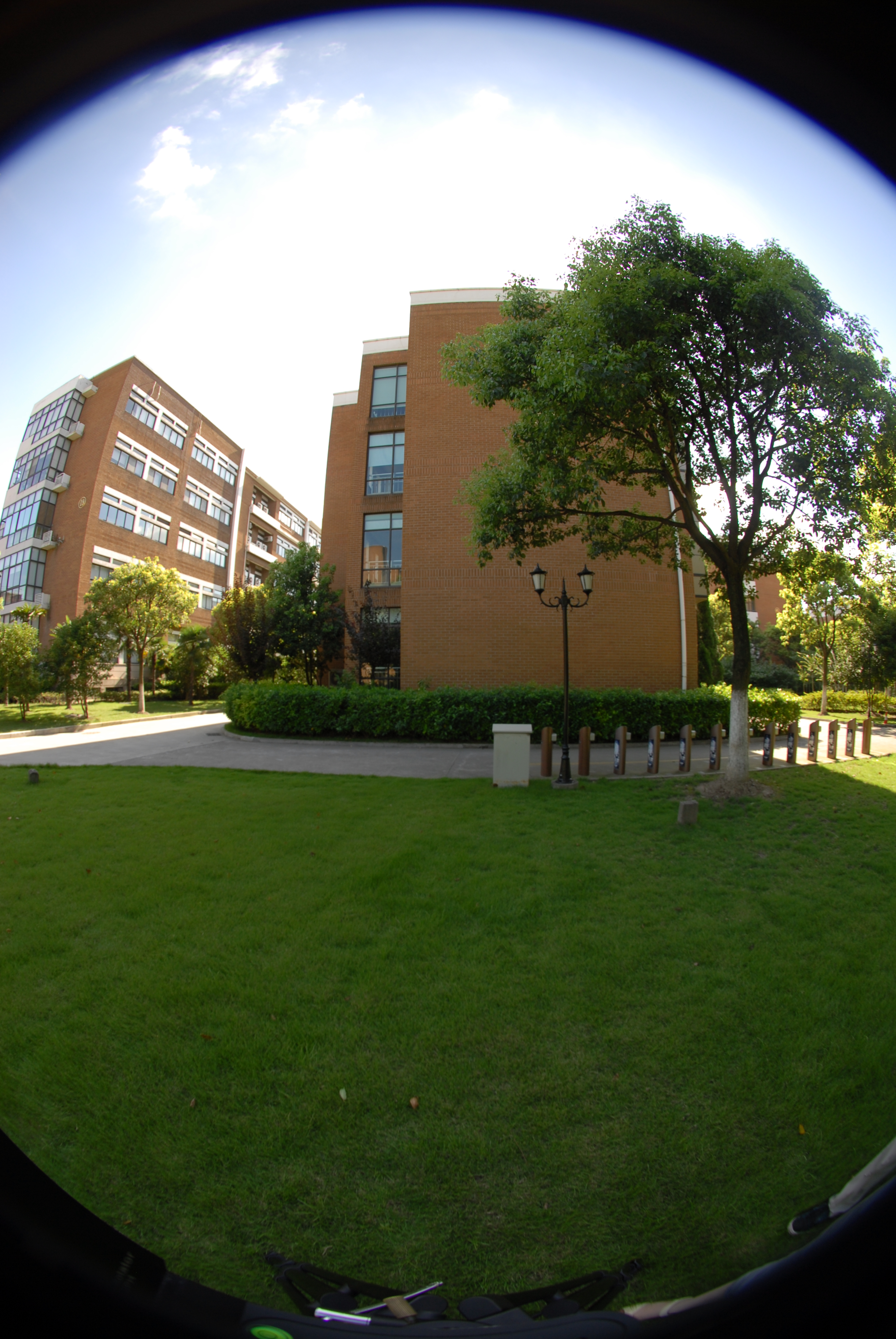
画像1
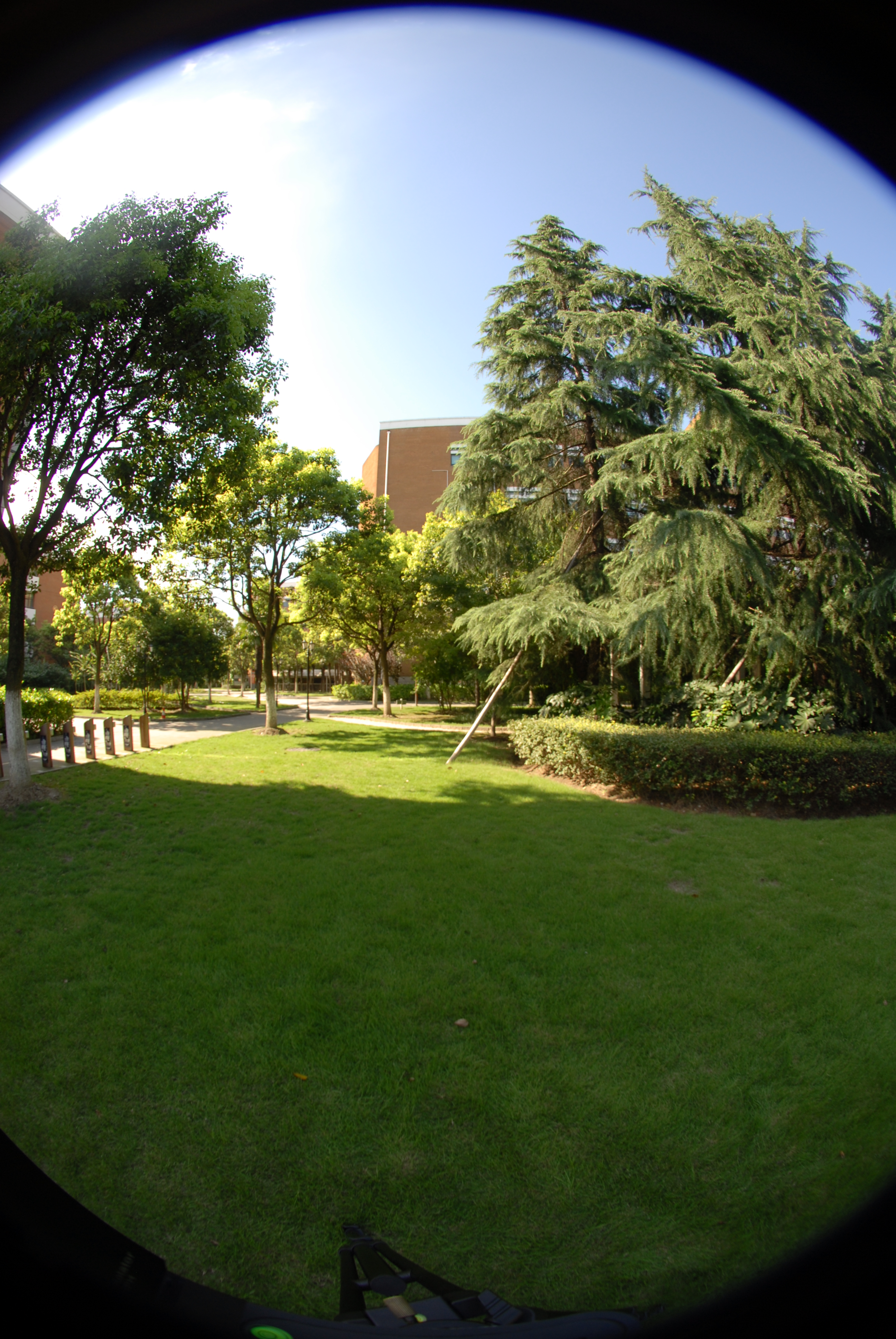
画像2
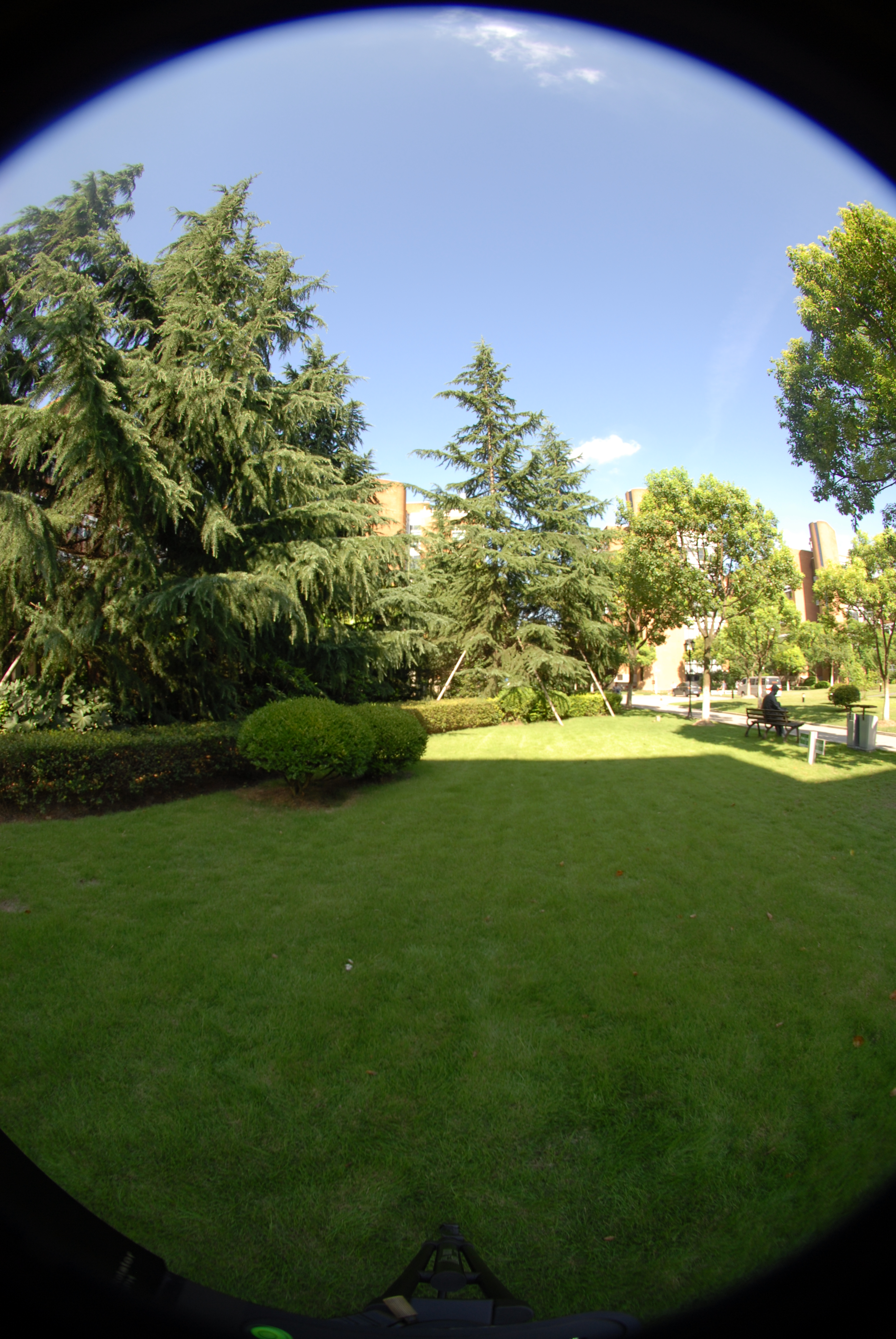
画像3
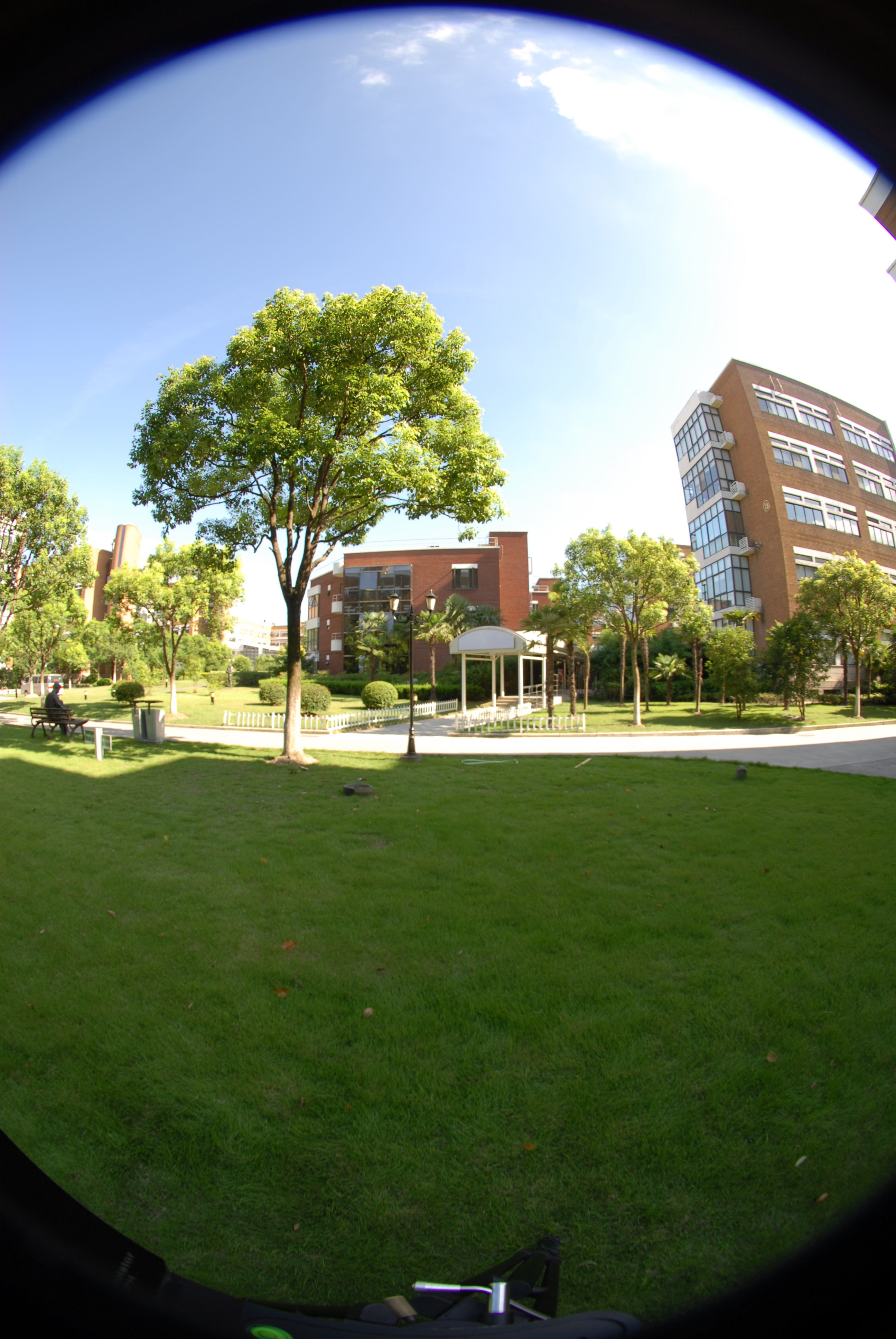
画像4
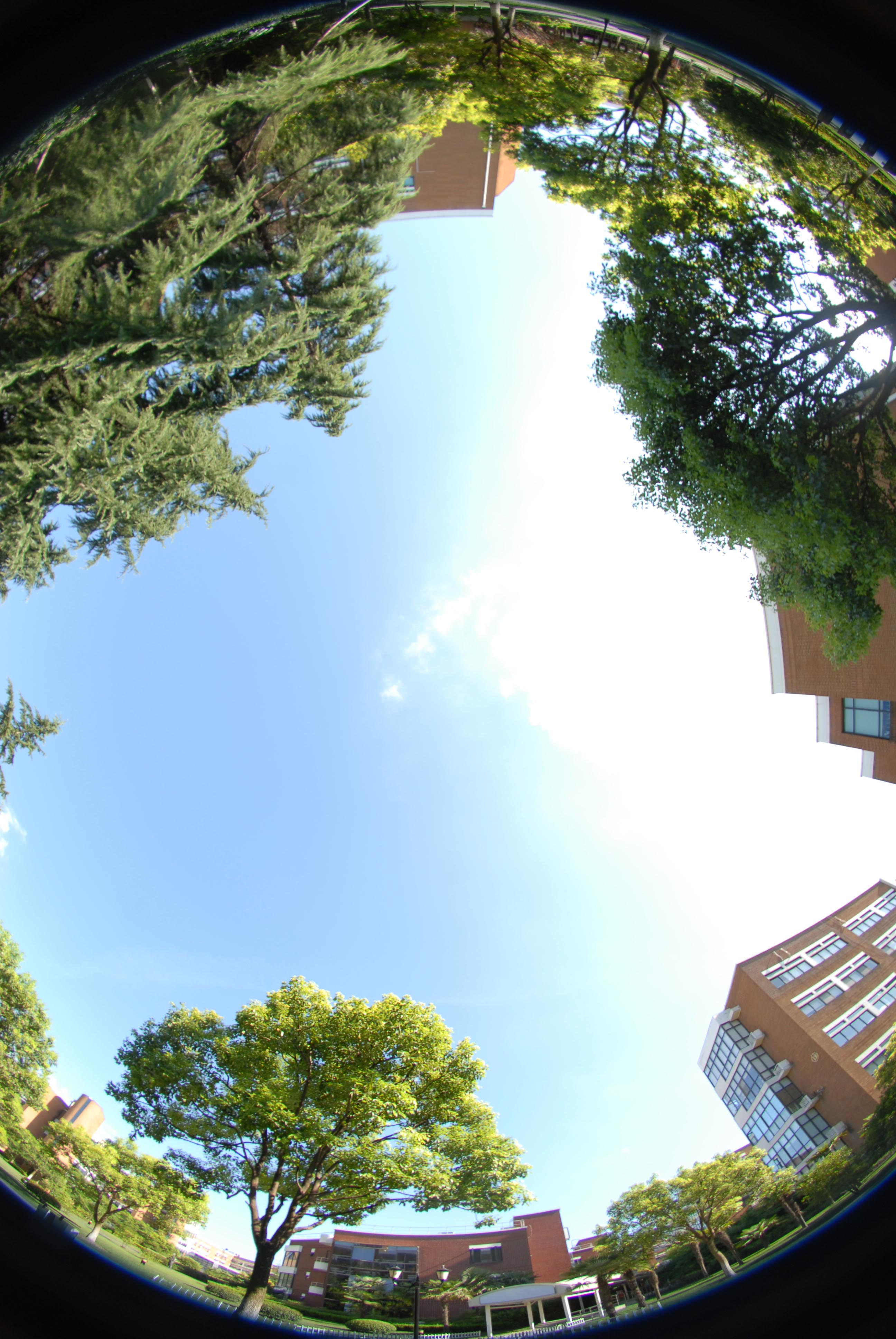
画像5

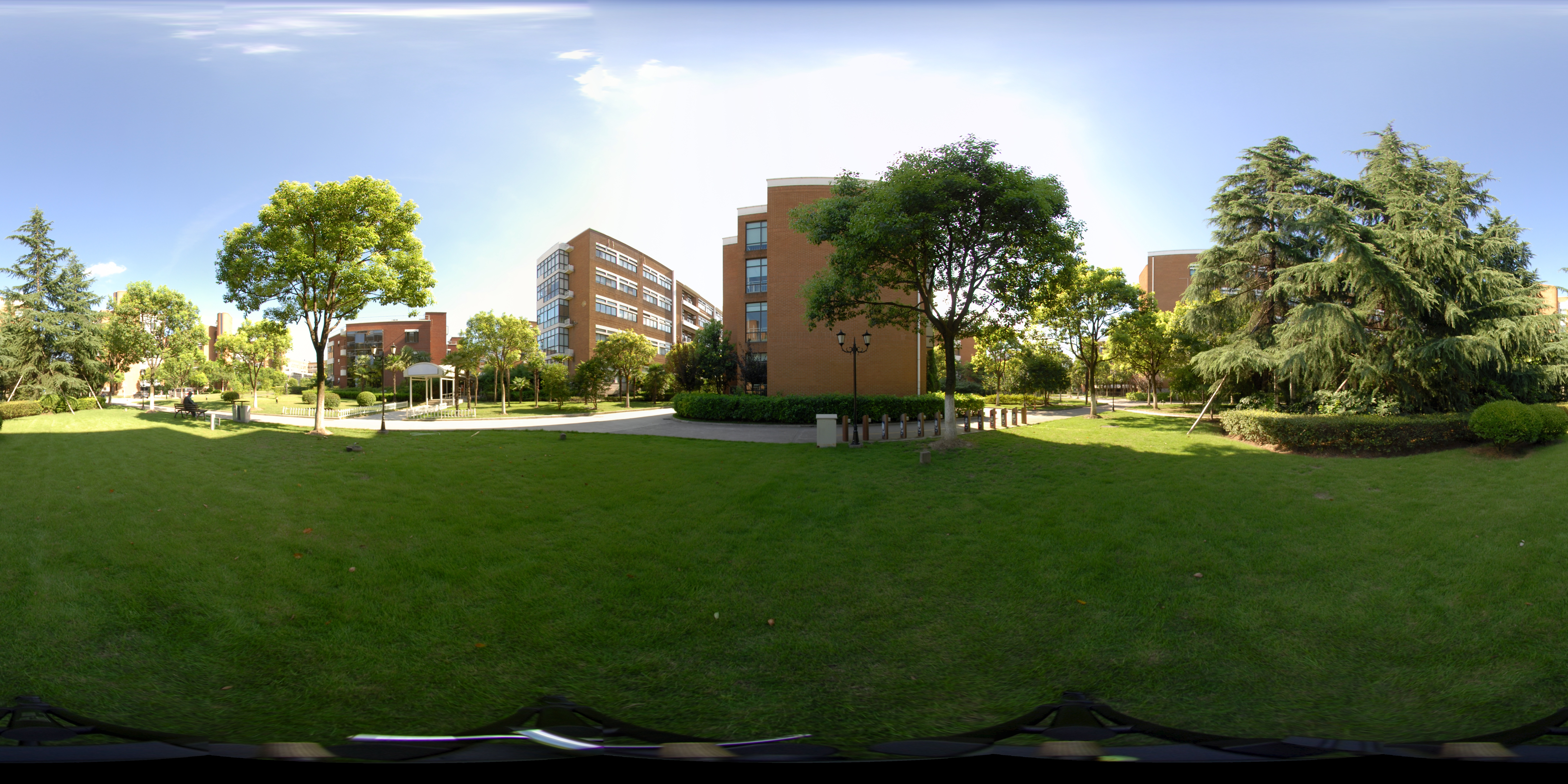
魚眼レンズで撮った複数の写真で作成できたパノラマ写真

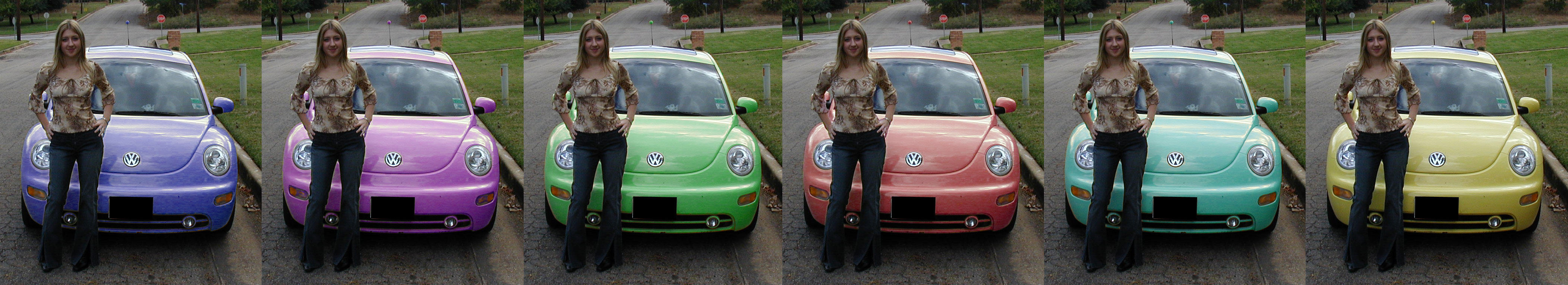
オリジナルは左端

2種類のグラデーション

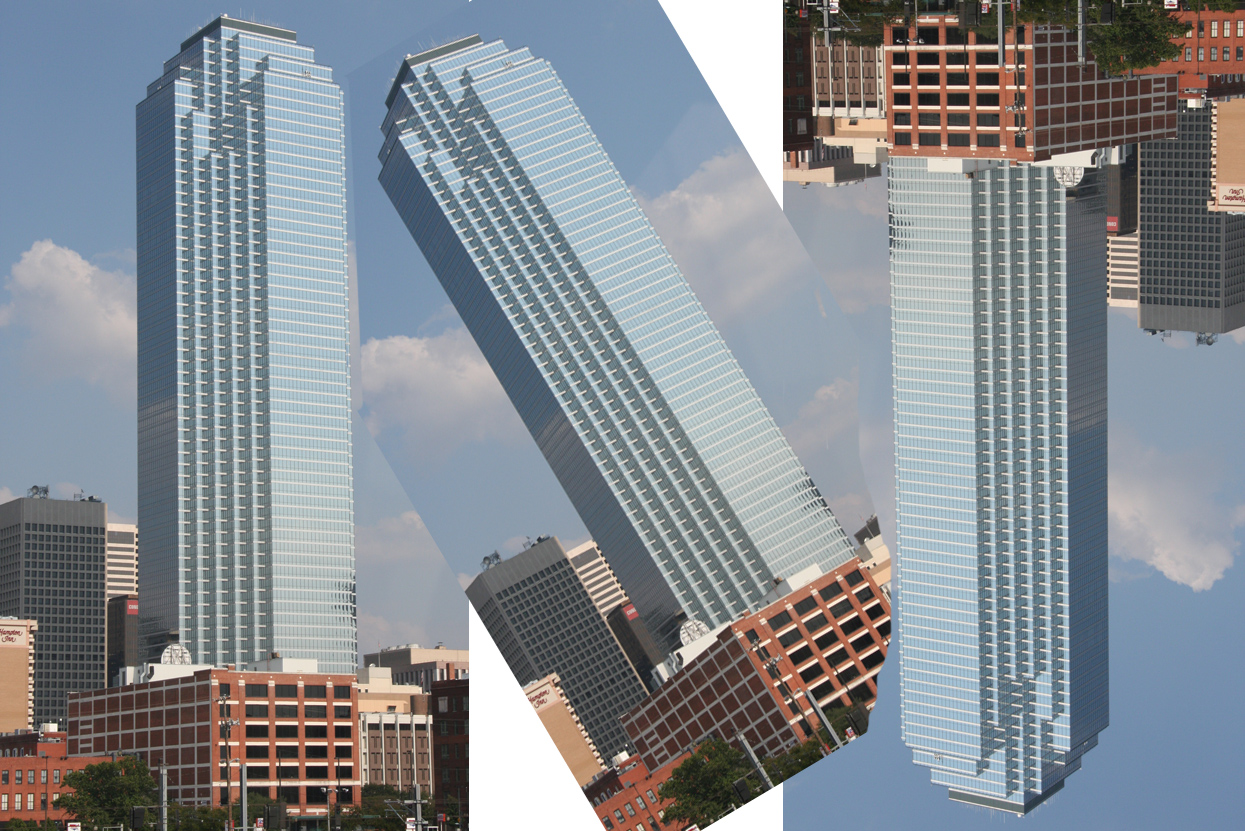
画像の回転の例

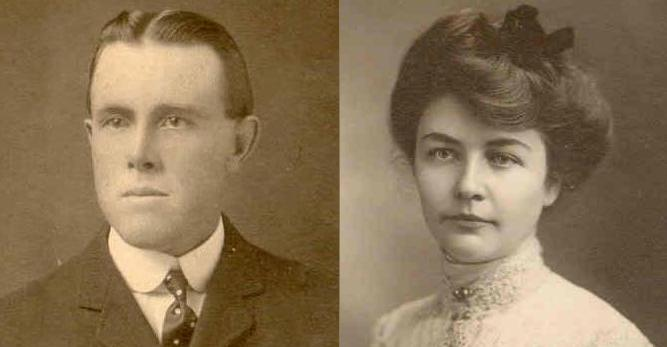
2つの写真をマージした例（John and Bertha Phillips — 1910）

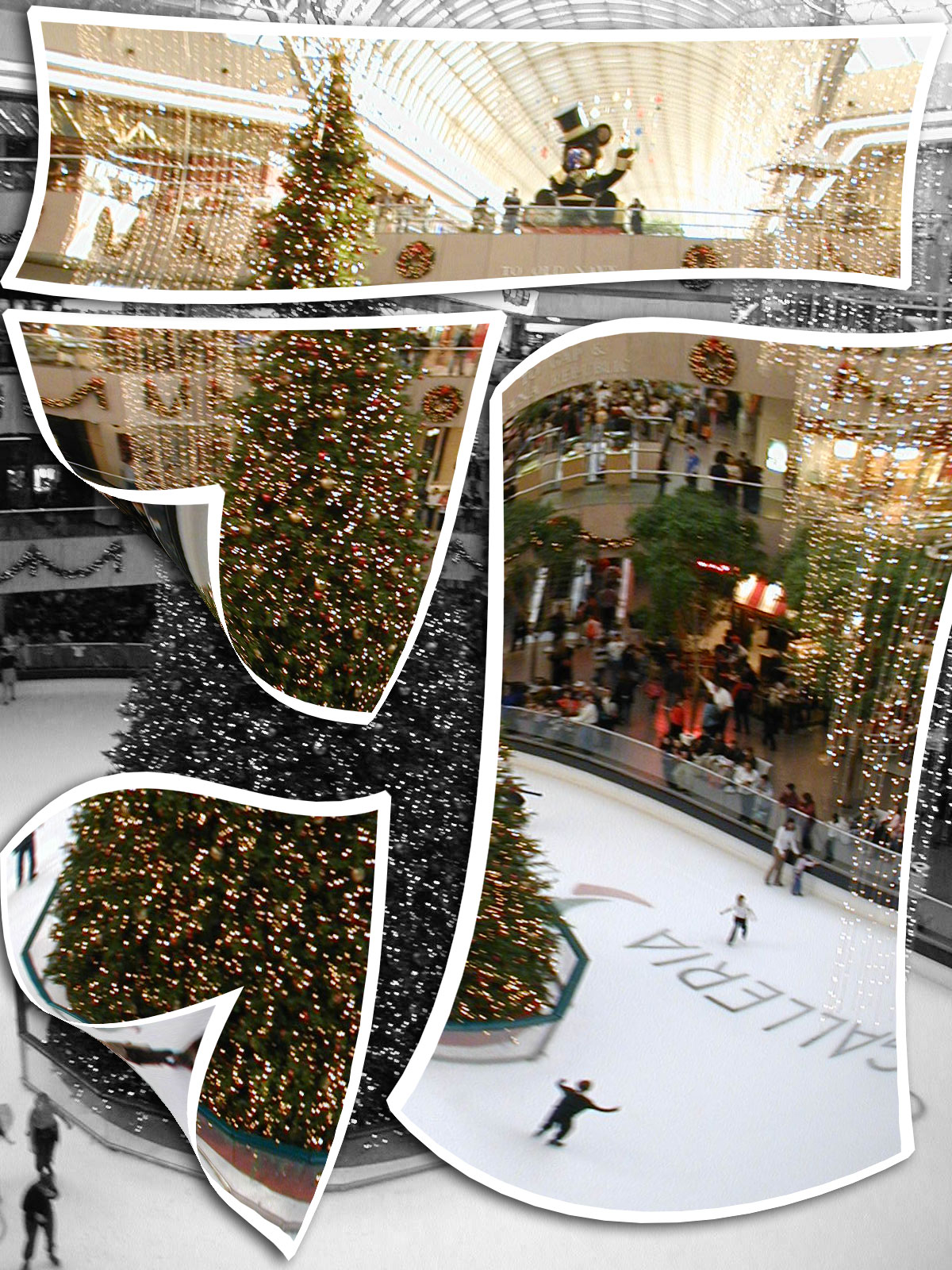
写真に特殊効果を施した例

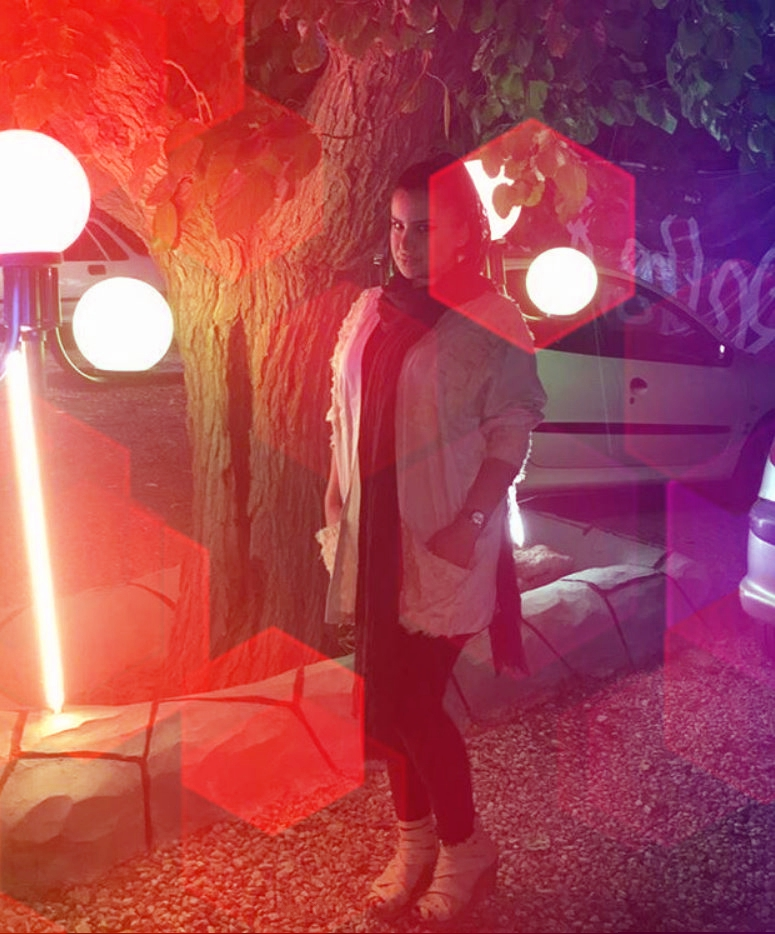
特殊効果付きの写真

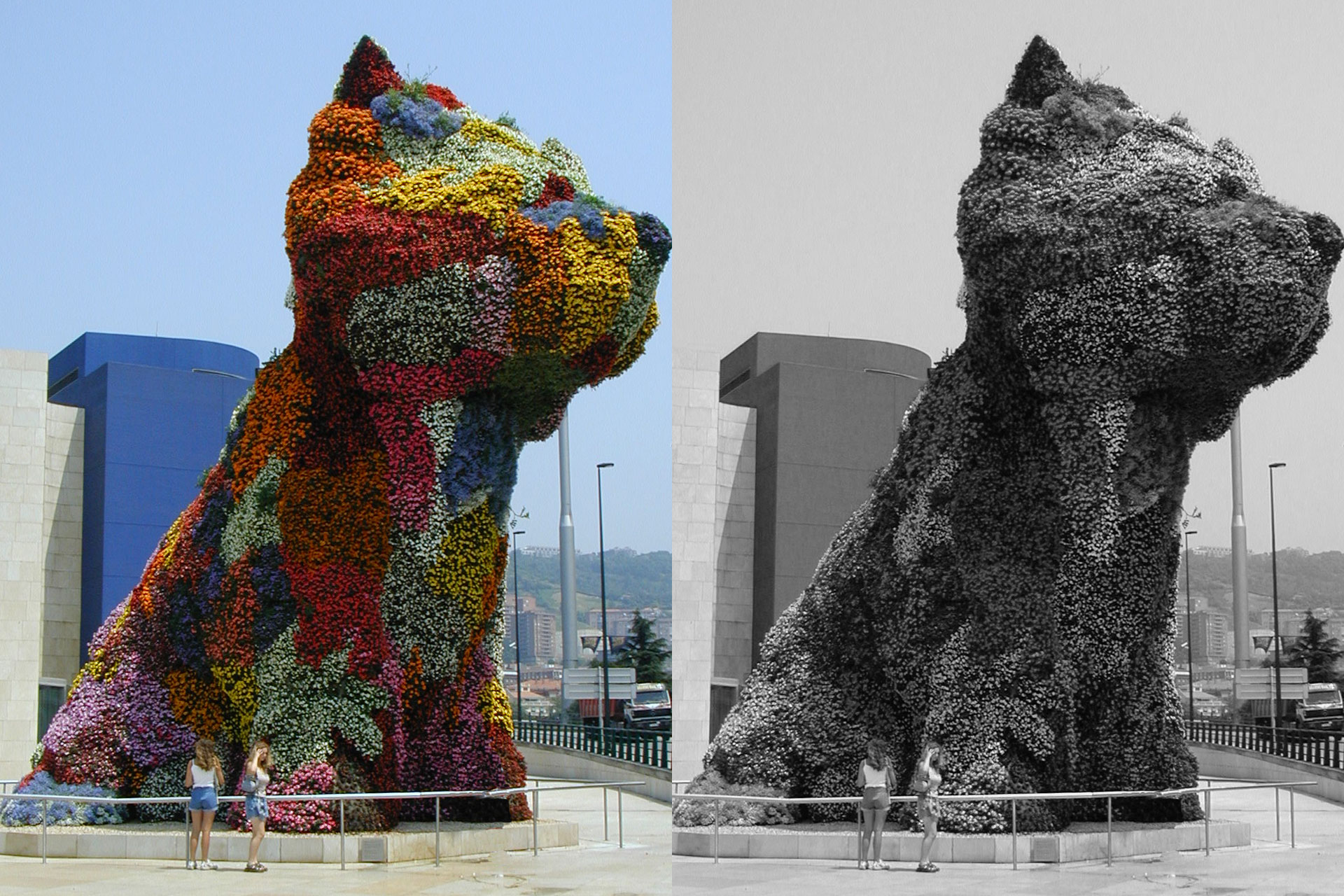
カラーからグレイスケールへの色深度変更の例

色補正された写真。3秒ごとに補正前と補正後を示す。

以下に列挙したものは、画像編集ソフトウェアの機能を使用して行う編集操作である。全てが列挙されているわけではない。
選択
以下に列挙された機能の多くは、画像の部分を選択する方法を前提としており、選択した部分だけに修正を施す。画像編集ソフトウェアは選択の方法を複数備えていることが多い。マーキーツール、投げなわツール、ベクトル画像方式に基づくペンツールなどがある。また、より高度な選択方法として、輪郭検出、マスキング、アルファ合成、色やチャネルの選択的抜き出しなどがある。
レイヤー
また、レイヤーも画像編集ソフトウェアで一般的な機能である。画像が一部に張り付いた透明なシートを複数重ねたようなもので、各シートは個別に編集できる。これにより、他に影響を与えないで一部分だけを編集することが容易となる。
拡大・縮小
画像編集ソフトウェアは、画像を拡大・縮小できる。高解像度のカメラは非常に大きな画像を撮影するが、インターネット上でその画像を使う場合、縮小することが多い。拡大・縮小では、再標本化（resampling）と呼ばれる数学的手法で各ピクセルの値を計算することで行われる。
切り取り
切り取り（cropping）は、元の画像の一部を（通常）矩形に切り抜いて、他の部分を捨てる機能である。これにより、画像内の必要な部分だけを抜き出し、不要な部分を除去する。切り取りでは画像の解像度は変化しない。切り取った部分を拡大する場合、元の画像が高解像度である方が好ましい結果が得られる。
|  |  |

パノラマ化
以下の例では、画像1、画像2、画像3、画像4、画像5をパノラマ作成用ソフトウェアで合成し、不要部分をトリミングしてパノラマを作成している。
- 画像1
- 画像2
- 画像3
- 画像4
- 画像5

自由変形
自由変形もしくは「遠近法」機能として、画像を任意の方向（一方向、もしくは二方向）に傾斜させることが出来る。元々傾斜した状態での撮影写真や、創作者の意図により描かれた絵画・CGなどを真正面イメージに補正させる等、主に3次元コンピュータグラフィックスのテクスチャマッピング画像データ素材の作成に用いられる。
ヒストグラム
画像編集ソフトウェアによっては、画像のヒストグラムを使って編集することができる。この場合のヒストグラムは、画像内の輝度ごとのピクセル数をプロットしたものである。例えば、ヒストグラム上で画像の明るさやコントラストを調整するといった使い方をする。
|  |  |

ノイズ除去
画像のノイズは、被写体の明るさが足りない場合や感度を高くしすぎた場合に発生する。画像編集ソフトウェアはこれを除去するアルゴリズムを備えている。逆に、画像に古めかしい雰囲気を与えるためにノイズを追加する場合もある。
消去
多くの画像編集ソフトウェアは不要な要素を取り除く機能を備えている。不要なものを取り除くことで画面の構成が良くなる。
|  |  |

色の選択的変更
場合によっては、色を選択的に変更する機能を持つものもある。領域を設定し、指定した範囲の色を選択的に変更する。
グラデーション
回転・反転
画像の回転は、90°単位の場合もあるが、一般に任意の角度に回転させることができる。鏡像を作ることもでき、左右に反転させたり、上下を反転させることもできる。
マージ
複数の画像をマージ（合併）して1つの画像ファイルにすることもできる。どうマージするかはユーザーが制御可能。ここに示した例は、元々別々に撮影された写真である。
スライシング
スライシングとは、ウェブページで画像の個々の部分にリンクを設定するなどの機能を付与する際に使われる機能である。画像を分割してラベルを付けて、全体とは分離して格納する。画像の部分的なアニメーション化などが可能。
特殊効果
画像編集ソフトウェアには様々な特殊な効果を施す機能がある。画像を斜めにしたり歪めたり、アート的効果を与えたり、テクスチャ効果を与えたりといった機能である。
色深度変更
画像の色深度を変更することもできる。通常、フルカラー画像を確実に表示できる色数やグレイスケールになるよう色深度を小さくする編集を施す。
レンズによる歪み矯正
レンズを通して撮影された画像には、樽型歪み、糸巻き型歪みなどがあり、魚眼レンズで撮影した画像にそれが顕著に現れている。これらの歪みを矯正するソフトウェアもある。一般に歪みは微妙であるが、矯正によって見た目が改善される場合もある。
コントラスト調整と明るさ調整
コントラストと明るさの調整は画像編集の基本であり、これによって見た目が改善される画像は多い。画像編集により指定した閾値以下のピクセルだけを明るくして、好ましくない影の部分だけを明るくしたりできる。
|  |  |

シャープネス
シャープネスとは画質の「堅さ」であり、画像編集ソフトウェアではこれを修正することもできる。例えば、人物写真は画質をソフトにすることで見た目が改善されることもある。特に背景をソフトにすると人物が際立つ。カメラの絞りを使って被写界深度を狭くするのと同じ効果をソフトウェアで人工的に作り出すものである。シャープネスを強化する方法として輪郭強調があるが、結果が不自然になることもある。
色補正
画像の色は様々な方法で修正できる。色を段階的に変化させたり、色調を変えたり、色のバランスを改善したりする。室内で昼光用（デイライト）フィルムで撮影した画像や、色温度の設定を間違って撮影した画像では、色補正が必要となる。
印刷
デジタル画像を印刷する場合、画質と印刷サイズの関係を知っておく必要がある。画像ファイルには印刷される際のピクセル密度（pixels-per-inch、ppi）が設定されており、画像編集ソフトウェアで設定を変更可能である。
印刷サイズはピクセル数と印刷時のピクセル密度で決定され、逆に印刷サイズを決定すればピクセル密度が決定される。従って無理に拡大印刷しようとするとピクセル密度が低くなり画質が低下する。例えば、1600×1200ピクセルの画像を 200ppi で印刷すると 8×6インチになる。同じ画像を 400ppi で印刷すれば、4×3インチとなる。どちらの印刷物も同じデータ（1600×1200ピクセル）を含んでいるため、小さく印刷された方が画質がよい。もちろん、印刷時の画質はプリンターの性能にも左右される。